# Заїрський заїр

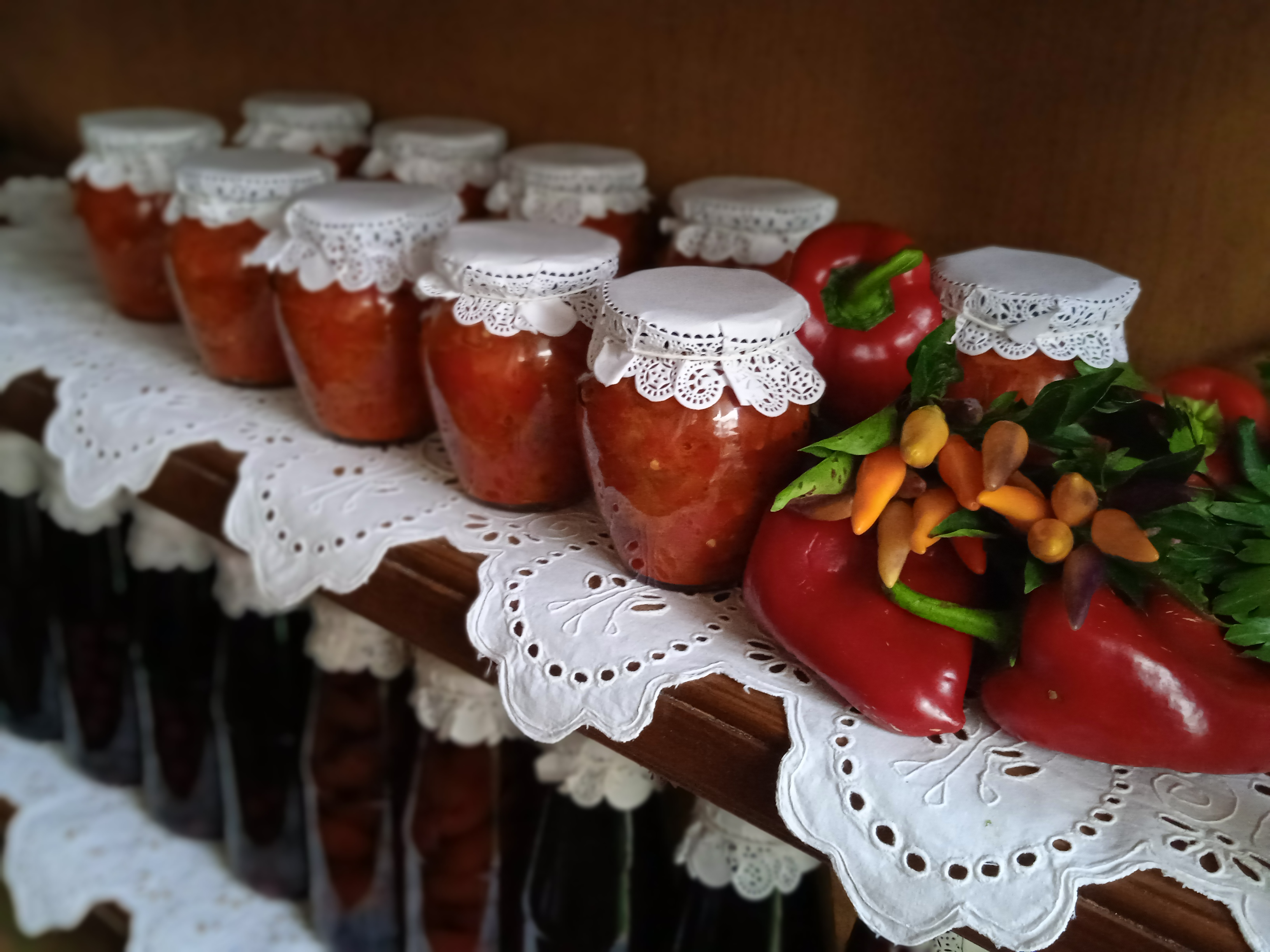
Монета 1 заїрський заїр 1987 р. (латунь)

Заїрський заїр (фр. zaïre, код ZRZ, ZRN) — назва валюти, яка була в обігу в Республіці Заїр з 1967 до 1998 року.
До 1911 року на території Бельгійського Конго були в обігу бельгійські монети. В 1911 році грошовою одиницею було оголошено конголезький франк в співвідношенні до бельгійського 1:1. Після проголошення незалежності в 1960 році заміни валюти не проводили. Інфляція, яка з'явилася після цього, стала загрожувати економічному розвитку, й одним із заходів захисту була заміна франка новою валютою — заїром. 23 червня 1967 року була проведена грошова реформа, яка себе виправдала: економічна ситуація вирівнялася.
1 заїр дорівнював 100 макута або 10 000 сенжі. В обігу були банкноти в 10, 5 і 1 заїр та 50, 20 і 10 макута. Монети в 5 та 1 макута і 10 сенжі.
| 1 заїр(«Z»)   | 100 макута(«К»)   |
| 1 заїр(«Z»)   | 10 000 сенжі(«s») |
| 1 макута(«К») | 100 сенжі(«s»)    |

Політична ситуація в 1980-х — 1990-х роках призвела країну в 1992 році до фінансового краху. Центральний банк країни був змушений деномінувати в 1993 році національну валюту та ввести новий заїр (символ — NZ). Обмінний курс становив 1:3 000 000. Старий випуск замінили банкноти 1, 5, 10, 50 нових макута 1, 5, 10, 20, 50, 100, 200, 500, 1000, 5000, 10 000, 20 000, 50 000, 100 000, 500 000, 1 000 000 нових заїрів.
В 1998 році заїр було скасовано, йому на зміну прийшов новий конголезький франк.